# Raecius crassipes
Raecius crassipes är en spindelart som först beskrevs av Ludwig Carl Christian Koch 1875.  Raecius crassipes ingår i släktet Raecius och familjen Zorocratidae.
Artens utbredningsområde är Etiopien. Inga underarter finns listade i Catalogue of Life.